# Vargön, Piteå kommun
Vargön är en ö i Bottenviken och ligger i Piteå kommun.
Vid folkräkningen 1960 (befolkning enligt den 1 november 1960) var ön obebodd och omfattade en areal av 11,87 km², varav allt land. Delar av ön ingår i naturreservatet Vargön.